# 渋谷恒男
渋谷 恒男（しぶや つねお）は、東京都出身の、日本の柔道選手である。階級は95kg超級。現役時代は身長188cm。体重120kg。

## 経歴
入谷中学から日大一高を経て日本大学へ進学した。1年の時から3年連続で優勝大会で3位に貢献して優秀選手にも選ばれた。3年の時には正力国際95kg超級の決勝で秋田経済法科大学3年の渡辺浩稔を腕挫腕固で破って優勝した。4年の時には優勝大会で村上修司、金野潤、持田達人などとともに活躍して優勝を飾った。一方、正力杯では3位、正力国際では決勝で世界選手権3位であるソ連のグリゴリー・ベリチェフに崩上四方固で敗れて2位にとどまった。大学を卒業後は帝京大学の教員となった。

## 戦績
- 1982年 - 優勝大会 3位
- 1983年 - 優勝大会 3位
- 1984年 - 優勝大会 3位
- 1985年 - 正力国際 優勝
- 1985年 - 優勝大会 優勝
- 1985年 - 正力杯 3位
- 1986年 - 正力国際 2位

(出典、JudoInside.com)。